# Alanlordella
Alanlordella es un género de foraminífero planctónico de la subfamilia Globigerinelloidinae, de la familia Globigerinelloididae, de la superfamilia Planomalinoidea, del suborden Globigerinina y del orden Globigerinida. Su especie tipo es Alanlordella banneri. Su rango cronoestratigráfico abarca desde el Aptiense superior (Cretácico inferior) hasta el Maastrichtiense (Cretácico superior).

## Descripción
Alanlordella incluía especies con conchas planiespiraladas, biumbilicada, involutas a evolutas, de forma discoidal globular; sus cámaras eran globulares, o ligeramente cromprimidas en las primeras vueltas de espira; sus suturas intercamerales eran ligeramente curvadas e incididas; su contorno era redondeando y lobulado; su periferia era redondeada, ligeramente subagunda en las cámaras iniciales; su ombligo era amplio; su abertura principal era interiomarginal, ecuatorial, de arco amplio bajo, y protegida por un labio grueso o pórtico; la porción interiomarginal de las aberturas de las cámaras precedentes podían permanecer como aberturas relictas en ambas áreas umbilicales; presentaban pared calcítica hialina radial, macroperforada con poros en copa, con la superficie punteada, y pustulada a muricada, sobre todo en las cámaras de las primeras vueltas de espira.

## Discusión
Algunos autores consideraron Alanlordella un sinónimo subjetivo posterior de Biticinella. Clasificaciones posteriores han incluido Alanlordella en la familia Planomalinidae.

## Paleoecología
Alanlordella incluía especies con un modo de vida planctónico, de distribución latitudinal cosmopolita, preferentemente templada, y habitantes pelágicos de aguas superficiales a intermedias (medio epipelágico a mesopelágico superior).

## Clasificación
Alanlordella incluye a las siguientes especies:
- Alanlordella aptiensis †
- Alanlordella banneri †

Otras especies consideradas en Alanlordella son:
- Alanlordella bentonensis, aceptada como Globigerinelloides bentonensis
- Alanlordella praebuxtorfi, aceptada como Planomalina praebuxtorfi